# Bib van Lanschot

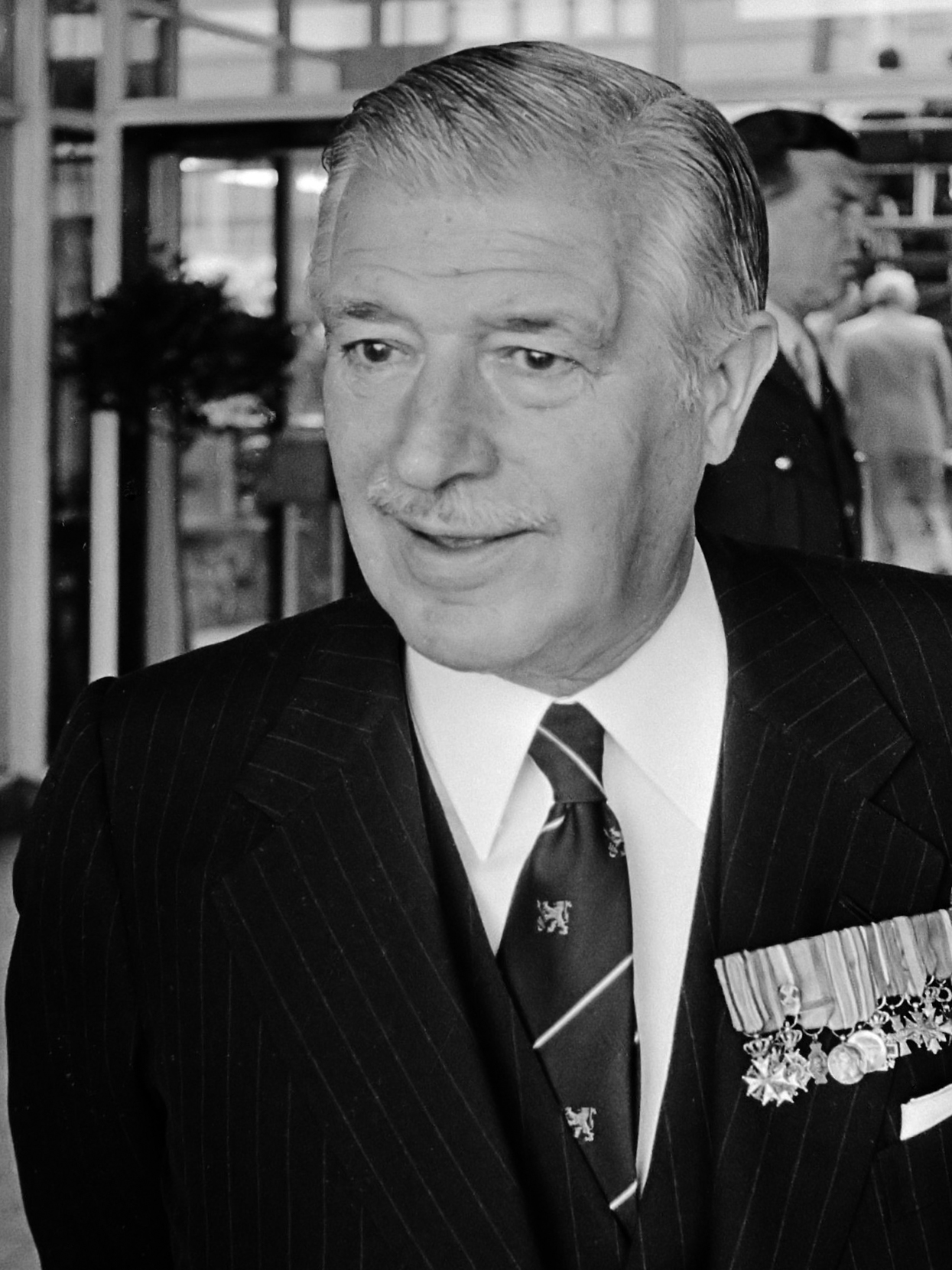
Willem van Lanschot (1980)

Willem Charles Jean Marie van Lanschot (Huize Muyserick bij Vught, 30 juni 1914 - Eindhoven, 16 augustus 2001) was een Nederlandse bankier en oud-verzetsstrijder. Hij werd Bib genoemd. Voor zijn verzetswerk werd hij opgenomen in de Militaire Willems-Orde.
Van Lanschot was de zoon van August W.J. van Lanschot (1867-1923), burgemeester van Vught, en de Franstalige, uit België afkomstige jonkvrouw Marie Gertrude Julie Charlotte Mathilde Hubertine Ghislaine Lagasse de Locht (1886-1963). In 1946 huwde hij Louise Marie (Louky) van Meeuwen (1922-1994). Ze kregen drie kinderen. Oud-burgemeester en Commissaris van de Koningin Frank Houben was zijn schoonzoon.

## Jeugd
Willem van Lanschot werd geboren op Huize Muyserick, dat aan de oprijlaan van het kasteel lag, omdat zijn ouders tijdelijk kasteel Maurick hadden verlaten terwijl daar elektriciteit en centrale verwarming werden aangelegd. Zijn moeder was afstammelinge van een Franse familie en zorgde ervoor dat de kleine Willem een Franse gouvernante kreeg en zo vloeiend Frans leerde. Zijn vader was anglofiel en noemde zijn zoontje Bib. Toen zijn vader in 1923 overleed, wilde Willem voortaan door iedereen Bib genoemd worden.

## Militaire carrière en verzet
Bib van Lanschot doorliep de HBS en de Koninklijke Militaire Academie en was in mei 1940 tweede luitenant der Cavalerie bij het Tweede Regiment Huzaren in Amersfoort. In de meidagen van 1940 deed hij zijn eerste gevechtservaring op, toen hij met de brigade van Oisterwijk naar Dordrecht optrok. Direct na de capitulatie bracht hij een vrachtwagen vol met waardevolle herinneringen van het Derde Regiment Huzaren in veiligheid op kasteel Maurick, waaronder het vaandel, de wapencollectie, de bibliotheek en de muziekinstrumenten. Na zijn demobilisatie ging hij rechten studeren in Leiden. Hij raakte als lid van het Leids Studenten Corps in contact met het studentenverzet en verkende, onder het mom van een parttime baan als verzekeringsagent, de sterkte van de Duitse troepen in Nederland.
Het verzetsgroepje, dat mede aan de basis zou staan van wat de "ID" of inlichtingendienst zou worden, werd echter al snel verraden en in 1942 werd Van Lanschot in Den Haag gearresteerd door de Sicherheitsdienst. Eenzame opsluiting, pesterijen, mishandeling en een Dauervernehmung (Duits: langdurige ondervraging) van honderd uur braken de wil van Van Lanschot niet. Dankzij een slimme verdediging werd hij niet ter dood veroordeeld, maar viel hij onder het Nacht und Nebel-decreet dat inhield dat men spoorloos, in "nacht en nevel", zou verdwijnen. Drie van zijn kameraden werden wel gefusilleerd en van de eerste verzetsmensen van wat de Nederlandse inlichtingendienst zou worden, bleek Van Lanschot na de oorlog een van de weinige overlevenden.
Hij werd naar het concentratiekamp Natzweiler-Struthof gebracht en elf maanden later overgeplaatst naar het minder zware Dachau bij München. Na iets meer dan drie jaar werd Van Lanschot daar door de Amerikanen bevrijd.
Met hulp van prins Bernhard regelde de inmiddels tot ritmeester bevorderde Van Lanschot samen met zijn vriend Pim Boellaard de repatriëring van de 650 Nederlandse gevangen in Dachau. Tevens werd hij lid van het bureau van de aanklager in de Neurenberger processen.

## Verdere loopbaan

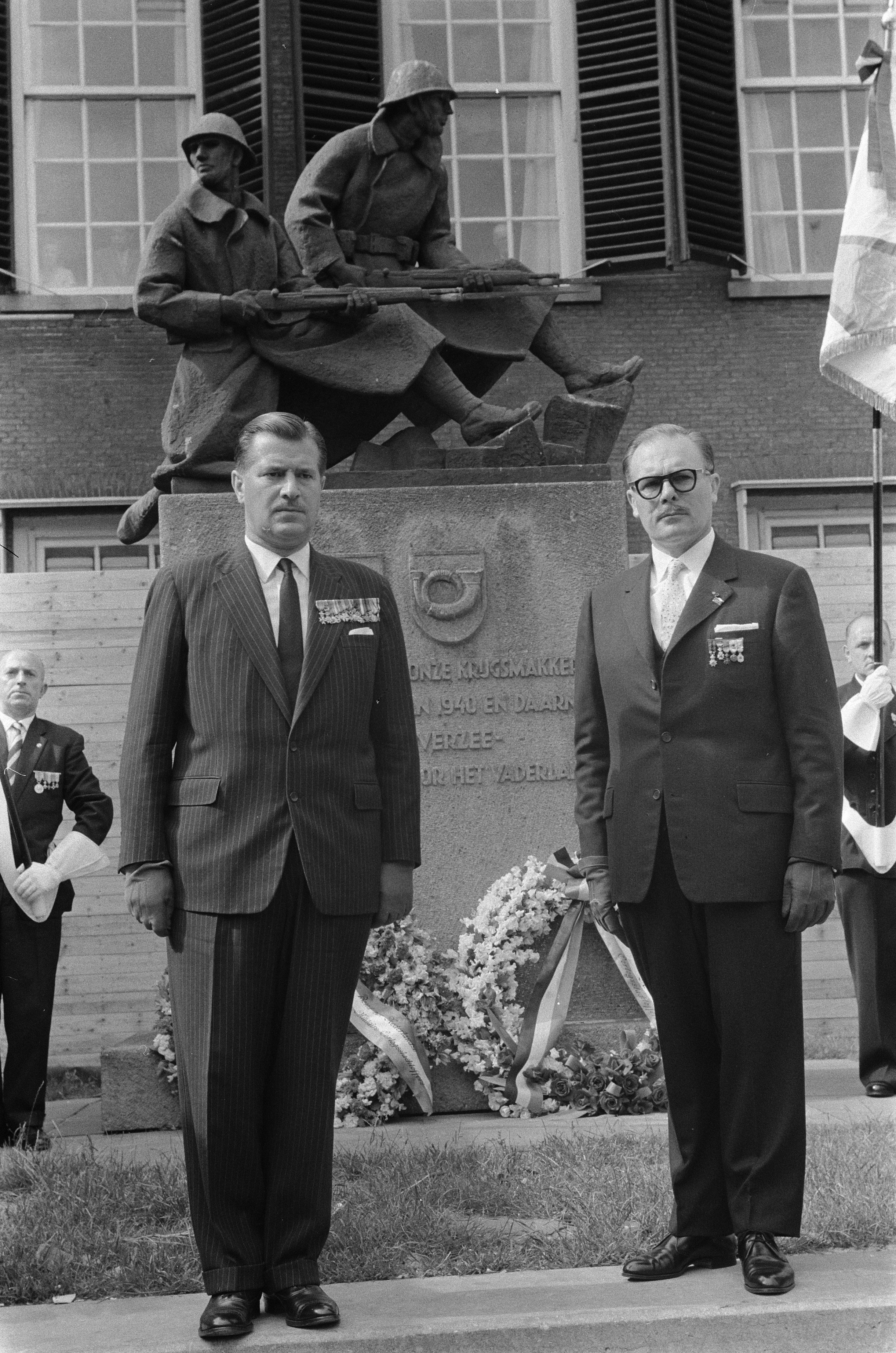
Van Lanschot na kranslegging bij 15-jarig bestaan van de Bond van Nederlandse Militaire Oorlogsslachtoffers (1960)

Na de oorlog koos Van Lanschot niet voor een baan bij het familiebedrijf, de bank Van Lanschot, maar werd hij, na in 1949 afgekeurd te zijn voor de militaire dienst, secretaris bij de algemene dienst van Philips. In 1966 ging hij na onder andere directeur Verre Oosten te zijn geweest als directeur Hoofdlandengroep met pensioen. Hij werd wél president-commissaris van F. van Lanschot Bankiers N.V. en hervormde deze oude familiebank.
Bib van Lanschot heeft geen politieke of openbare ambten bekleed, maar werkte vooral op de achtergrond en in stichtingen. Hij was een verklaard voorstander van de vrijlating van de twee van Breda, de oorlogsmisdadigers Fischer en Aus der Fünten en bevorderde met zijn "Nederlands Arabische Kring" de contacten met de Arabische wereld.
- Voorzitter van de Bond van Nederlandse Militaire Oorlogsslachtoffers
- Voorzitter van de Stichting Fondsenwerving Militaire Oorlogs- en Dienstslachtoffers[1]
- Voorzitter Stichting Uitvoering Financiële Acties
- Voorzitter van de Internationale World Veterans Federation
- Voorzitter (en oprichter) Nationaal Comité Verzetsherdenkingskruis

## Onderscheidingen

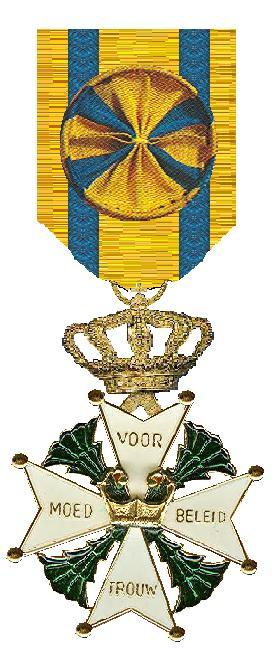

In 1948 werd Van Lanschot door koningin Wilhelmina tot ridder in de Militaire Willems-Orde benoemd. De onderscheiding werd op 30 augustus 1948 door koningin Juliana aan haar moeder en aan Van Lanschot uitgereikt. De bijbehorende ridderslag voor prinses Wilhelmina en direct daarna voor Van Lanschot, was Juliana's eerste regeringsdaad.
Naast verschillende onderscheidingen namens de Nederlandse regering ontving Van Lanschot ook veel buitenlandse onderscheidingen voor zijn werk voor de in vijftig landen actieve Internationale World Veterans Federation. Hij was onder andere:
- Ridder der Vierde Klasse in de Militaire Willems-Orde
- Commandeur in de Orde van Oranje-Nassau
- Ridder in de Orde van de Nederlandse Leeuw
- Drager van het Oorlogsherinneringskruis
- Grootkruis in de Orde van het Heilig Graf van Jeruzalem
- Grootofficier in de Orde van Gregorius de Grote
- Grootofficier in de Orde van de Nijl
- Commandeur in de Orde van de Finse Leeuw en commandeur in zeven andere Ridderorden.
- Ridder in het Legioen van Eer
- Drager van het Gouden Erezwaard van Syrië

## Golfer
Van Lanschot was een enthousiast golfer en had golfles van Piet Witte. Hij begon daarmee, toen hij op advies van zijn dokter na een auto-ongeluk wat meer beweging moest krijgen. Vijf maanden later was Van Lanschot jeugdkampioen van Nederland. Hij was clubkampioen matchplay in 1932, 1934, 1941 en 1947, won in 1941 de Army Tankard met Olivier van Zinnicq Bergmann en in 1953 het NK Strokeplay. Ook heeft hij in het bestuur gezeten van de Nederlandse Golf Federatie. Daar heeft hij Hans Hertzberger aangetrokken om het Seniorenwedstrijdcircuit op te zetten.